# Karl Friedrich von Jungkenn
Karl Friedrich Freiherr von Jungkenn genannt Münzer von Mohrenstamm (* 27. September 1737 in Vaihingen an der Enz; † 1802 in Wesel) war ein preußischer Generalmajor und zuletzt Kommandeur des Infanterieregiments „Graf Dohna“.

## Leben

### Herkunft
Seine Eltern waren der preußische Generalmajor Martin Eberhard von Jungkenn (1692–1769) aus dem Briefadelsgeschlecht Jungkenn genannt Münzer von Mohrenstamm und dessen Ehefrau Eleonora Magdalena, geborene Baronin von Vohenstein (* 15. März 1712; † 4. April 1784).

### Militärkarriere
Jungkenn kam am 6. Juli 1752 als Gefreitenkorporal in das Infanterieregiment „von Jungkenn“, dessen Chef zu diesem Zeitpunkt sein Vater war. Dort wurde er am 18. Oktober 1753 Fähnrich. Während des Siebenjährigen Krieges kämpfte Jungkenn in den Gefechten bei Stehlen, Wittenberg, Meißen und der Belagerung von Dresden sowie in der Schlacht bei Freiberg. Er wurde am 4. Juli 1757 Sekondeleutnant und stieg in den kommenden Jahren bis 3. April 1774 zum Kapitän und Kompaniechef auf. Als solcher nahm er am Bayerischen Erbfolgekrieg teil. Am 17. Juni 1784 wurde Jungkenn Major und am 21. März 1785 Bataillonskommandeur. Am 4. Juni 1791 stieg er zum Oberstleutnant auf und wurde am 12. September 1691 zum Regimentskommandeur ernannt. In dieser Stellung folgte am 18. Februar 1793 seine Beförderung zum Oberst, bis Jungkenn schließlich am 25. April 1794 seine Demission mit einer jährlichen Pension von 600 Talern erhielt. Am 8. Juli 1794 wurde ihm noch der Charakter als Generalmajor verliehen.
Jungkenn starb 1802 unverheiratet in Wesel.